# كاياه (مغني)
كاتارزينا ماجدالينا سزكوت (ولدت في 5 نوفمبر 1967 في وارسو) والمعروفة فنياً باسم كاياه مغنية وكاتبة أغاني بولندية، أصدرت أول ألبوم لها عام 1995، أسست نفسها كواحدة من أنجح المطربين البولنديين مع الإصدارات اللاحقة من Zebra (1997) و Kayah i Bregović (1999). في أوائل عام 2000 ، أسست كايا علامتها التجارية الخاصة، كاياكس، التي وقعت العديد من الفنانين الناجحين وأصدرت العديد من الألبومات المشهورة. وقد باعت أكثر من مليون نسخة من سجلاتها حتى الآن، ولا تزال واحدة من أكثر الفنانين جائزة في صناعة الموسيقى البولندية.

## روابط خارجية
- كاياه على موقع IMDb (الإنجليزية)
- كاياه على موقع ميوزك برينز (الإنجليزية)
- كاياه على موقع أول ميوزيك (الإنجليزية)
- كاياه على موقع ديسكوغز (الإنجليزية)
- كاياه على موقع قاعدة بيانات الفيلم (الإنجليزية)